# Hålandsmarka
Hålandsmarka is een plaats in de Noorse gemeente Sola, provincie Rogaland. Hålandsmarka telt 685 inwoners (2007) en heeft een oppervlakte van 0,15 km².